# Crambus pulchellus
Crambus pulchellus là một loài bướm đêm trong họ Crambidae.